# Let It All Go
Let It All Go is een nummer van de Britse singer-songwriter Rhodes en de Britse zangeres Birdy uit 2015. Het is de tweede single van Wishes, het debuutalbum van Rhodes.
Rhodes zei dat hij en Birdy een nummer wilden schrijven over 'sterk zijn'. Ook zei hij dat "Let It All Go" gaat over een scheiding, iets waar Rhodes en Birdy beide mee te maken hebben gehad. Volgens Rhodes zouden mensen inspiratie kunnen halen uit de tekst. Birdy zei over het nummer: "Schrijven met David (Rhodes) voelde heel erg gewoon, dus was het een logisch vervolg dat we het nummer samen zouden opnemen. Ik vond zowel de kracht als het fragiele van Davids stem zo mooi" Het nummer bereikte in het Verenigd Koninkrijk een bescheiden 58e positie. In Nederland deed de plaat niets in de hitlijsten, terwijl in de Vlaamse Ultratop 50 de 33e positie werd gehaald.